# Achyra prionogramma
Achyra prionogramma is een vlinder uit de familie van de grasmotten (Crambidae), uit de onderfamilie van de Pyraustinae. De wetenschappelijke naam van deze soort is voor het eerst voorgesteld als Eurycreon prionogramma door Edward Meyrick in een publicatie uit 1886.
De soort komt voor op het eiland Socotra (Jemen) en in Papoea-Nieuw-Guinea.